# Tikamgarh
Tikamgarh (en hindi: टीकमगढ़ ) es una localidad de la India, centro administrativo del distrito de Tikamgarh en el estado de Madhya Pradesh.

## Geografía
Se encuentra a una altitud de 361 m s. n. m. a 301 km de la capital estatal, Bhopal, en la zona horaria UTC +5:30.

## Demografía
Según estimación 2010 contaba con una población de 82 147 habitantes.